# Габриадзе, Леван Ревазович
Лева́н Рева́зович Габриа́дзе (груз. ლევან რევაზის ძე გაბრიაძე; род. 16 ноября 1969, Тбилиси, Грузинская ССР, СССР) — советский и российский актёр театра и кино, кинорежиссёр грузинского происхождения. Художественный руководитель театра марионеток имени Резо Габриадзе.

## Биография
Леван Габриадзе родился в 1969 году в Тбилиси в семье кинодраматурга-прозаика Резо Габриадзе (1936—2021) и музыканта Елены Джапаридзе. С 12 лет начал работать ассистентом и актёром в театре Резо Габриадзе.
В 17 лет был приглашён на одну из главных ролей в фильм «Кин-дза-дза!». Закончил мастерскую Театрального института имени Шота Руставели по специальности актёр.
В 1990 году поступил в Калифорнийский университет в Лос-Анджелесе (UCLA) на факультет Дизайна и анимации. В 2000 году переехал в Москву, где стал рекламным режиссёром кинокомпании «Базелевс».
B 2010 году снял свой первый полнометражный фильм «Выкрутасы», получивший приз зрительских симпатий «Золотая тайга» на фестивале «Дух Огня» в Ханты-Мансийске в феврале 2011 года. В 2015 году снял фильм «Убрать из друзей» («Unfriended»), который был выпущен совместно с компанией Universal. В 2017 году закончил работу над анимационным фильмом по рассказам своего отца Резо Габриадзе «Знаешь, мама, где я был?». Картина вышла в прокат в мае 2018 года.

## Фильмография

### Актёр
- 1979 — Трудное начало
- 1986 — Кин-дза-дза! — Гедеван Александрович Алексидзе («Скрипач»)
- 1990 — Паспорт — сосед / человек с цветами / носильщик / парень у машины
- 1995 — Орёл и решка — эпизодическая роль
- 2011 — Выкрутасы — гость на свадьбе (камео)

### Режиссёр

#### Фильмы
- 2011 — «Выкрутасы»
- 2011 — «Ёлки 2»
- 2013 — «Ёлки 3»
- 2015 — «Убрать из друзей»
- 2017 — «Знаешь, мама, где я был?»

#### Музыкальные клипы
- «Карл-Маркс-штадт» — клип группы «Мегаполис»

#### Реклама
- Тонус «Иммунитет»
- Тонус «Молодость»
- Кириешки «Лайт»
- Bavaria «Спираль времени»
- Brooke Bond «Цейлон»
- Brooke Bond «Сенсация»
- Билайн «Живой ноль»
- Sbarro «Гол»
- Sbarro «Выстрел»
- Мириталь «Баба Люба»
- МТС «3 любимых номера»
- Daewoo Nexia «Новые Узбеки»
- Антиспид «Старые Люди»
- Антиспид «Половина населения»
- Антиспид «Кутузовский»
- Шармэль «Маленькая Радость»
- Ночной Дозор «Глаз не оторвёшь»
- Liquid Plumber «Кража»
- Валдай
- Красная линия «Интимный»
- Clearasil «Тарзанка»
- Мириталь «Дерево»
- МегаФон «Единый»
- Корбина Телеком «Сисадмин»
- Тинькофф «Текиза»
- Славянский Банк «Пастернак»